# María Dolores Bedoya
María Dolores Bedoya (Escuintla, 20 de septiembre de 1783-Guatemala, 9 de julio de 1853) fue una prócer guatemalteca que participó en el movimiento de independencia de Centroamérica.

## Biografía
María Dolores Bedoya nació en Escuintla, Guatemala el 20 de septiembre de 1783.[1][2] En 1804 se casó con el médico (y más tarde político y líder de la independencia) Pedro Molina Mazariegos.[1][3] La pareja se trasladó a Granada, Nicaragua, donde Molina sirvió como médico de batallón hasta 1811; regresaron a Guatemala en 1814.[3] Madre de Luis Molina Bedoya, Manuel Ángel Molina Bedoya y Felipe Francisco Molina y Bedoya.
María Dolores Bedoya es recordada por su papel en la búsqueda de la independencia de América Central del Imperio Español. Se le atribuye el mérito de haber movilizado a las mujeres para participar en el movimiento independentista [4]. Se dice que recorrió las calles de la ciudad de Guatemala en la víspera del 15 de septiembre, acompañada por Basilio Porras, para conseguir apoyo para la independencia [5]
En recuerdo de su actuación, en algunas ciudades centroamericanas los niños celebran en la víspera del 15 de septiembre un desfile con antorchas, iluminando las calles.
El 15 de septiembre de 1821, mientras la nobleza se reunía para debatir el tema de la independencia, Bedoya dirigió una celebración entre una multitud de defensores fuera del palacio.[3] Con música, fuegos artificiales y una animada multitud, se dice que la celebración de Bedoya impulsó la decisión de firmar la independencia, ya que los que estaban dentro del palacio escucharon sus ruidos y temieron ser atacados por el grupo.[6][7]
El hermano de Bedoya, Mariano, fue asesinado en 1821; la familia Molina Bedoya dejó la ciudad de Guatemala para ir a Verapaz.[3][2] Su marido se convirtió más tarde en Jefe de Estado de Guatemala, de 1823 a 1831.[2]
La pareja vivió los años que les quedaban en el exilio político en Antigua, Guatemala.[2] Bedoya murió en 1853 después de sufrir una enfermedad prolongada.[1]

## Legado
Los aportes de Bedoya al movimiento independentista no se registraron en los textos, debido a la misoginia y discriminación que sufrían las mujeres de la época.[1] Hoy en día se la reconoce como una heroína guatemalteca [5][7] Como tributo, en parte, a su papel en la obtención de apoyo para la independencia, y para conmemorar el Día de la Independencia, la gente de Guatemala desfila por las calles el 14 de septiembre de cada año portando antorchas [5].
Uno de sus vestidos se exhibe en el Museo Nacional de Historia de Guatemala [1]. 
En 1983, en el 200 aniversario de su nacimiento, se erigió una estatua de Bedoya a las afueras de una escuela que lleva su nombre en la ciudad de Guatemala [8]. 
El 15 de septiembre de 2018, la película biográfica guatemalteca, Dolores Bedoya: Una Mujer de Coraje, se estrenó en las salas de cine de todo el país.[9]